# IC 3447
IC 3447 ist eine Balken-Spiralgalaxie vom Hubble-Typ SBb im Sternbild Jungfrau am Nordsternhimmel. Sie ist schätzungsweise 1234 Millionen Lichtjahre von der Milchstraße entfernt.
Das Objekt wurde am 10. Mai 1904 von Royal Harwood Frost entdeckt.